# Incisa in Val d'Arno
Incisa in Val d'Arno este un municipiu (Comune), în provincia Florența, în regiunea italiană Toscana, situat la aproximativ 20 km sud-est de Florența. În anul 2010 populația estimatǎ a Incisa in Val d'Arno a fost de 6.339 locuitori.

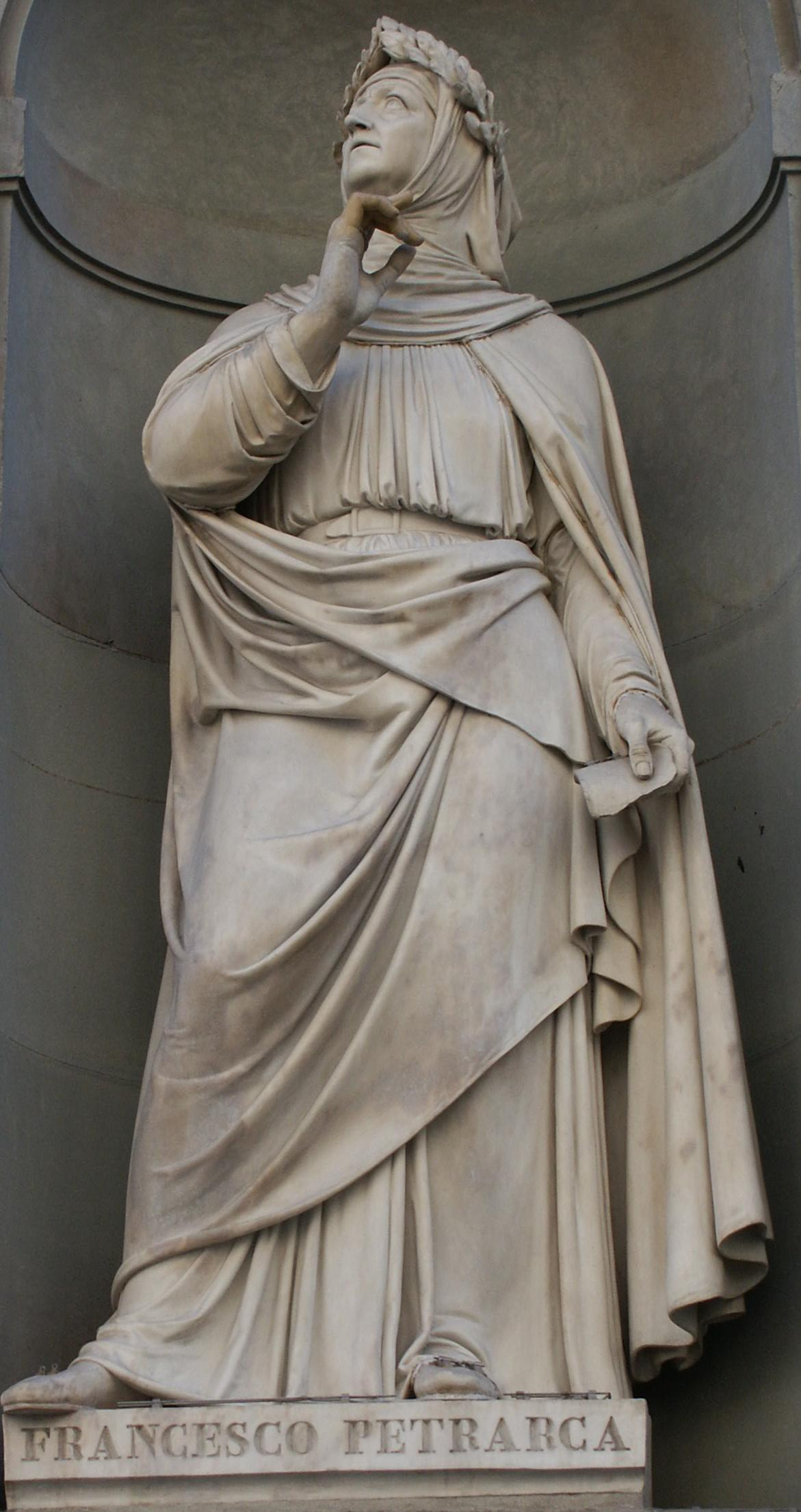
Statuia lui Petrarca în Galeria Uffizi, Florența

Localizarea în provincia Florența

Poetul renașterii Francesco Petrarca a crescut în Incisa, deși el sa născut în Arezzo.

## Demografie
Incisa in Val d'Arno - evoluția demografică

|  | Graficele sunt indisponibile din cauza unor probleme tehnice. Mai multe informații se găsesc la Phabricator și la wiki-ul MediaWiki. |

Date: Recensăminte sau birourile de statistică - grafică realizată de Wikipedia

## Localități înfrățite
- Germania, Erzhausen
- Spania, Malgrat de Mar